# FESTin 2021
Das FESTin 2021 war die 12. Ausgabe des FESTin-Filmfestivals (offiziell: FESTin – Festival de Cinema Itinerante da Língua Portuguesa, zu deutsch: Wanderndes Filmfestival der portugiesischen Sprache), ein jährliches Filmfestival für Filme des portugiesischen Sprachraums.
Es lief vom 17. bis zum 24. November 2021. Auf Grund der COVID-19-Pandemie fand das Festival mit sechs Filmvorführungen in den Lissabonner Kinos Cinema São Jorge (Hauptspielort) und City Alvalade und mit 45 Filmen im Online-Abruf auf der Streamingplattform FESTin ON statt. 51 Filme aus Angola, Brasilien, Kap Verde, Mosambik und Portugal wurden gezeigt, davon im Wettbewerb 18 Lang- und 24 Kurzfilme. Dazu gab es die traditionellen Filmreihen, zum brasilianischen Kino, dieMostra Cinema Brasileiro, und zum Kinder- und Jugendfilm, FESTinha.
Eröffnungsfilm war A Mulher sem Corpo, ein Drama um häusliche Gewalt des Portugiesen António Borges Correia. Auch das Conexões FESTin wurde erneut online abgehalten, das Treffen von Filmschaffenden und Filminstitutionen aus portugiesischsprachigen Ländern.
Der wandernde Teil des FESTin 2021 fand vom 11. bis zum 29. März 2021 in der brasilianischen Stadt Niterói im Großraum Rio de Janeiro statt. Auf Grund der Pandemie wurden die gezeigten 14 Kurzfilme und vier Langfilme nur online vorgeführt, ebenfalls über FESTin On. Dazu ging das Festival zum zweiten Mal, nach 2019, in den nordbrasilianischen Bundesstaat Ceará. Vom 18. bis 21. Februar 2021 wurden hier fünf Langfilme, sechs Kurzfilme und fünf kurze Kinder- und Jugendfilme gezeigt, dazu Webinare und Online-Gespräche.

## Preisträger
- Langfilm (Jury: Diana Andringa (Portugal/Angola), Fernando Muniz (Brasilien) und Meirinho Mendes (Angola)):
  - Bester Spielfilm: Pureza (Brasilien, Regie: Renato Barbieri)
    - Nennung ehrenhalber: Curral (Brasilien, Regie: Marcelo Brennand)

  - Beste Regie: Lázaro Ramos (für Medida Provisória, Brasilien)
  - Beste Schauspielerin: Dira Paes (für Pureza, Brasilien)
  - Bester Schauspieler: Alfred Enoch (für Medida Provisória, Brasilien)

- Dokumentarfilm (Jury: Claudio Savaget (Osttimor), Mariana Pimentel (Portugal) und Patrícia Niedermeier (Brasilien)):
  - Bester Dokumentarfilm: Espero Que Esta Te Encontre e Que Estejas Bem (Brasilien, Regie: Natara Ney)
    - Nennung ehrenhalber: Se o Mar Deixar (Portugal, Regie: Luís Alves de Matos)
    - Nennung ehrenhalber: Sementes: Mulheres Pretas no Poder (Brasilien, Regie: Éthel Oliveira und Júlia Mariano)

- Kurzfilm (Jury: Miller Castro (São Tomé und Príncipe), Paula Passos (Brasilien) und Sandra Ilharco (Portugal)):
  - Bester Kurzfilm: Nzila Ngola (Angola, Regie: António Pedro und sein Kollektiv)
    - Nennung ehrenhalber: Lora (Brasilien/Portugal, Regie: Mariana Moraga)
    - Nennung ehrenhalber: O Babado da Toinha (Brasilien, Regie: Sérgio Bloch)[6]